# Espectrometría de neutrones de triple eje
La espectrometría de neutrones de triple eje (también denominada TAS, por las siglas de la expresión inglesa three axis spectroscopy, espectroscopia de tres ejes) es una técnica utilizada junto con dispersión inelástica de neutrones. El instrumento con el que se realiza este ensayo se conoce como espectrómetro de triple eje. Permite medir la dispersión en función de la energía y de la cantidad de movimiento de las partículas en cualquier punto del espacio físicamente accesible por el espectrómetro.

## Historia
El método de espectrometría de triple eje fue desarrollado por primera vez por Bertram Brockhouse en el reactor Experimental Nacional de Investigación NRX en los Laboratorios de Chalk River en Canadá. Los primeros resultados se publicaron en enero de 1955 y el primer espectrómetro de triple eje verdadero se construyó en 1956. Bertram Brockhouse compartió el Premio Nobel de Física de 1994 por este desarrollo, que permitió observar  directamente partículas elementales excitadas, como fonones y magnones. La reseña del Premio Nobel mencionaba "sus contribuciones pioneras al desarrollo de técnicas de dispersión de neutrones para estudios de materia condensada" y "al desarrollo de la espectroscopia de neutrones".

## Instrumentos TAS en uso

### FRM-II Forschungsneutronenquelle Heinz Maier-Leibnitz
- PANDA: un espectrómetro de triple eje de neutrones fríos.
- PUMA: un espectrómetro de neutrones térmicos de triple eje con opción de detector multianalizador.
- TRISP: un espectrómetro de eco de espín de triple eje y neutrones térmicos.
- KOMPASS: un espectrómetro de neutrones fríos de triple eje con análisis de polarización.
- MIRA: un espectrómetro de neutrones fríos de triple eje.

### Centro Helmholtz de Berlín para materiales y energía
- FLEX: un espectrómetro de triple eje de neutrones fríos con modo eco de espín de resonancia de neutrones opcional.[1]
- E1: un espectrómetro de triple eje de neutrones térmicos con análisis de polarización.[2]

### Instituto Paul Scherrer
- RITA-II: un espectrómetro de triple eje de neutrones fríos.[3]
- TASP: un espectrómetro de triple eje de neutrones fríos con análisis de polarización y polarimetría esférica de neutrones.[4]
- EIGER: espectrómetro de triple eje de neutrones térmicos.[5]

### Instituto Laue-Langevin
- IN1: un espectrómetro de triple eje de neutrones térmicos.[6]
- IN3: un espectrómetro de triple eje de neutrones térmicos para pruebas.[7]
- IN8: un espectrómetro de triple eje de neutrones térmicos de alto flujo.[8]
- IN12: un espectrómetro de triple eje de neutrones fríos.[9]
- IN14: un espectrómetro de triple eje de neutrones fríos con capacidad neutrones polarizados.[10]
- IN20: un espectrómetro de triple eje de neutrones térmicos con capacidad para analizar neutrones polarizados.[11]
- IN22: un espectrómetro de triple eje de neutrones térmicos con capacidad para analizar neutrones polarizados.[12]
- D10: un difractómetro de cuatro círculos de neutrones térmicos con una opción de análisis de energía de triple eje.[13]

### CEA/Laboratorio Saclay Léon Brillouin
- 1T-1: espectrómetro de triple eje y neutrones térmicos de doble enfoque.[14]
- 2T-1: un espectrómetro de triple eje de neutrones térmicos.[15]
- 4F-1: un espectrómetro de triple eje de neutrones fríos.[16]
- 4F-2: un espectrómetro de triple eje de neutrones fríos.[17]

### Centro NIST para la investigación de neutrones
- SPINS: un espectrómetro de triple eje de neutrones fríos con capacidad para analizar neutrones polarizados.[18]
- BT-7: un espectrómetro de triple eje de neutrones térmicos con capacidad para analizar neutrones polarizados.[19]
- MACS: un espectrómetro multieje de neutrones fríos de alto flujo.[20]

### ORNL HFIR
- CTAX: un espectrómetro de triple eje de neutrones fríos.[21]
- PTAX(HB1): un espectrómetro de triple eje de neutrones térmicos diseñado específicamente para mediciones de neutrones polarizados.[22]
- FIETAX (HB1A): un espectrómetro de triple eje de neutrones térmicos de energía incidente fija.[23]
- TAX (HB3): un espectrómetro de triple eje de neutrones térmicos de alto flujo.[24]

### ANSTO Instituto Bragg
- TAIPAN: un espectrómetro de triple eje de neutrones térmicos con capacidad de neutrones polarizados y opción de filtro de berilio.[25][26]
- SIKA: un espectrómetro de triple eje de neutrones fríos con capacidad para analizar neutrones polarizados.[27]

### MURR, Reactor de investigación de la Universidad de Misuri
- Triax: un espectrómetro de triple eje de neutrones térmicos.[28]